# Oğuz (raion)
Pour les articles homonymes, voir Oğuz (homonymie).
Oğuz est l'une des 78 subdivisions de l'Azerbaïdjan. Sa capitale se nomme Oğuz.

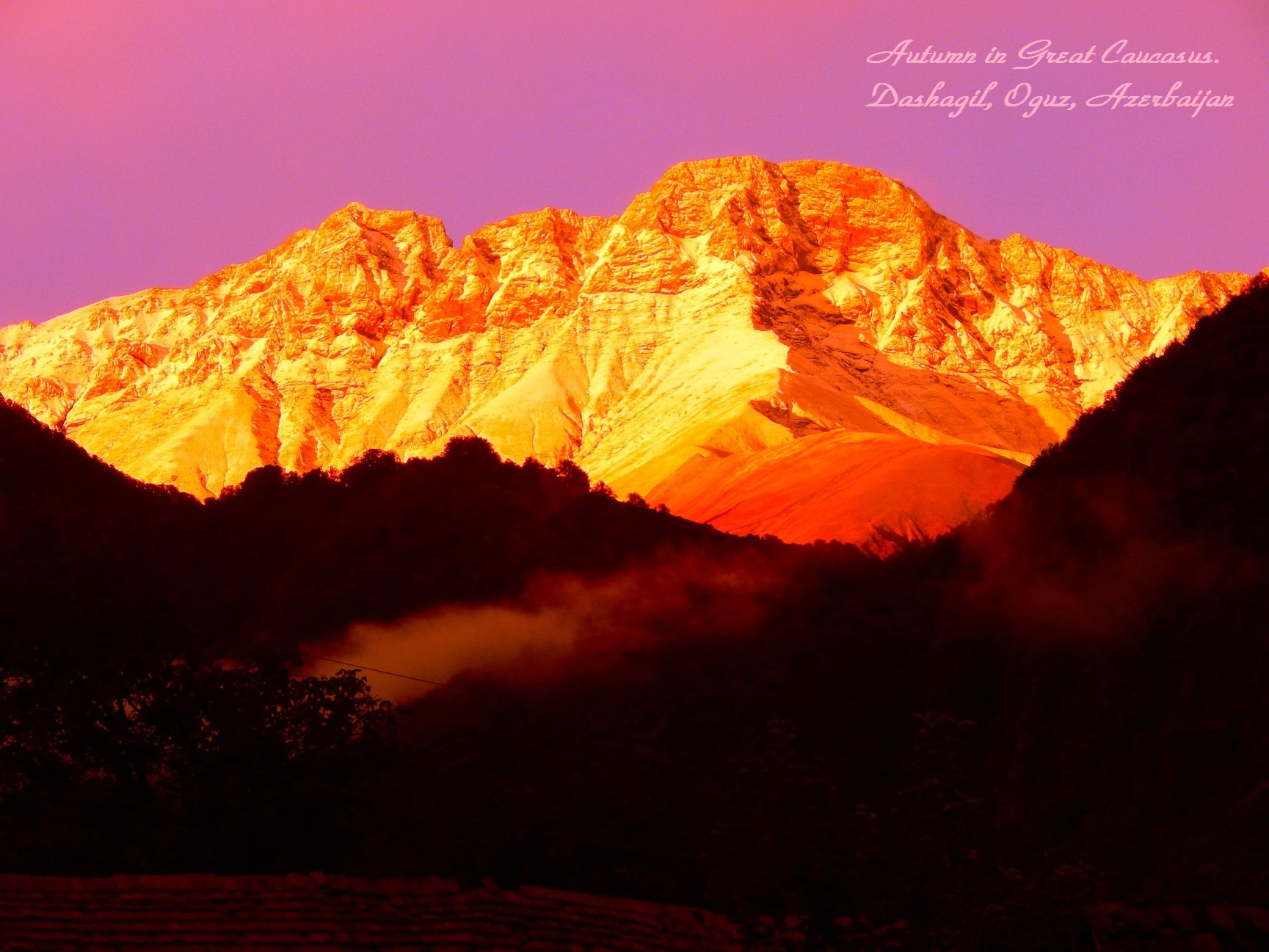
Montagne aride à Oghuz

## Histoire
Le 8 août 1930, la région de Vartashen est formée au sein de la RSS d'Azerbaïdjan avec son centre dans le village de Vartashen. Entre le 4 janvier 1963 et le 4 janvier 1965, le territoire du district de Nukhinsky (Sheki) était inclus dans le district de Vartashen. 
Le district d'Oghuz (anciennement district de Vartashen) est un district de la République d'Azerbaïdjan. Le centre administratif est la ville d'Oghuz. Les districts du khanat de Sheki, Khachmaz et Padar étaient situés dans la région d'Oghuz. Le district d'Oghuz est organisé le 8 août 1930. En 1963-1965, le territoire de la région de Nukha (Sheki depuis 1968) faisait partie de la région d'Oghuz. Le chef-lieu du district, Vartashen (aujourd'hui la ville d'Oghuz), était un village jusqu'en 1961. Entre 1961 et 1968, elle obtient le statut d'établissement de type urbain et, en 1969, celui de ville sous la juridiction d'un district. Le 7 février 1991, le district de Vartashen est rebaptisé district d'Oghuz.

## Géographie
Au nord, le district est limitrophe de la Fédération de Russie (Daghestan), à l'est, du district de Gabala, à l'ouest, du district de Sheki et au sud, du district d'Agdash.
La région présente un terrain principalement montagneux. La partie nord est occupée par les pentes sud des montagnes du Caucase, la partie centrale pénètre dans la plaine d'Alazani-Haftaran et les contreforts d'Adjinohur sont situés au sud.
Les principaux fleuves sont l'Alidjanchay, Dachaguil. Le point culminant de la région est le mont Malkamud (3879 m).
La distance jusqu'à Bakou est de 268 km.

## Population
La population totale au 1er janvier 2017 était de 43 540 personnes.
Au 1er janvier 2022, la population était de 45 200 personnes. 83,35 % de la population vit dans les zones rurales, 16,65 % de la population vit dans les zones urbaines[8].
Au 1er janvier 2023, la population était de 44 207 personnes. Parmi ceux-ci, 17,97 % sont urbains et 82,03 % sont ruraux. 50,53 % d’hommes (22 337 personnes), 49,47 % de femmes (21 870 personnes).
Densité de population : 41 personnes. par 1 km2.

## Composition ethnique
La majorité de la population est d’origine azerbaïdjanaise. Le deuxième groupe ethnique le plus important est celui des Lezgins. Il y a également des Turcs meskhètes, des Russes, des Juifs, des Oudis, des Kurdes et d'autres nationalités qui vivent ici. Les Azerbaïdjanais constituent la majorité de la population des villages de Khachmaz, Kerimli, Padar, Khalkhal, Sinjan, Gumlag et de la plupart des autres de la région.